# FAM180A
FAM180A (англ. Family with sequence similarity 180 member A) – білок, який кодується однойменним геном, розташованим у людей на 7-й хромосомі. Довжина поліпептидного ланцюга білка становить 173 амінокислот, а молекулярна маса — 19 733.
| 10         |  | 20         |  | 30         |  | 40         |  | 50         |
| ---------- |  | ---------- |  | ---------- |  | ---------- |  | ---------- |
| MHWKMLLLLL |  | LYYNAEASMC |  | HRWSRAVLFP |  | AAHRPKRSSS |  | LPLNPVLQTS |
| LEEVELLYEF |  | LLAELEISPD |  | LQISIKDEEL |  | ASLRKASDFR |  | TVCNNVIPKS |
| IPDIRRLSAS |  | LSSHPGILKK |  | EDFERTVLTL |  | AYTAYRTALS |  | HGHQKDIWAQ |
| SLVSLFQALR |  | HDLMRSSQPG |  | VPP        |  |            |  |            |

A: Аланін

C: Цистеїн

D: Аспарагінова кислота

E: Глутамінова кислота

F: Фенілаланін

G: Гліцин

H: Гістидин

I: Ізолейцин

K: Лізин

L: Лейцин

M: Метіонін

N: Аспарагін

P: Пролін

Q: Глутамін

R: Аргінін

S: Серин

T: Треонін

V: Валін

W: Триптофан

Секретований назовні.